# Hydroxyméthyle

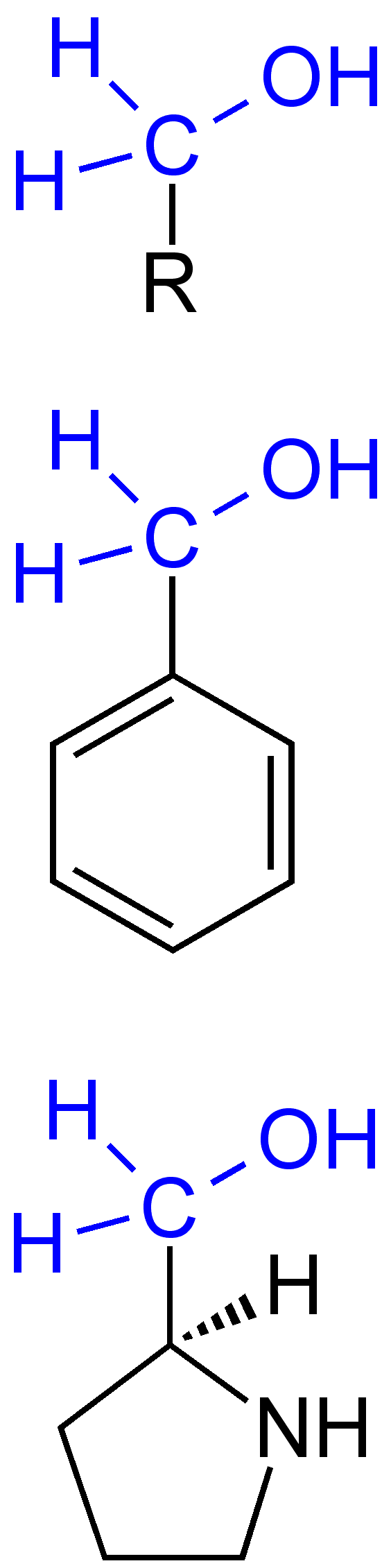
Groupe hydroxyméthyle (marqué en bleu) respectivement dans la formule générale des composés hydroxyméthylés (où R est un atome d'hydrogène ou un groupe organyle), dans l'alcool benzylique et le (S)-prolinol.

En chimie, le groupe hydroxyméthyle (parfois aussi appelé groupe méthylol) est un groupe fonctionnel dont la formule structurelle est -CH2-OH. Le groupe est constitué d'un groupe méthylène (-CH2-) avec un groupe hydroxyle (-OH), ce qui fait que les composés le contenant appartiennent à la classe des alcools.
Le groupe hydroxyméthyle possède la même formule brute que le groupe méthoxyle (-O-CH3), mais se distingue de ce dernier par le lieu de fixation de l'atome d'oxygène, l'orientation du reste de la molécule et ses propriétés chimiques.
Parmi les composés chimiques les plus simples comportant un groupe hydroxyméthyle, on trouve le méthanol (H-CH2-OH) et l'éthanol (CH3-CH2-OH). Le groupe hydroxyméthyle est également la chaîne latérale de la sérine, un acide aminé protéinogène.
Pour les composés énolisables, le groupe hydroxyméthyle peut être introduit par une aldolisation avec le formaldéhyde. Ceci est utilisé par exemple dans la synthèse du pentaérythritol, du triméthylolpropane ou du Tris, ou dans la production technique d'aminoplastes. Dans les composés aromatiques, des groupes hydroxyméthyle peuvent être introduits par substitution électrophile avec du formaldéhyde en milieu acide.
Les dérivés de l'alcool benzylique, entre autres, sont également intéressants du point de vue synthèse otganique. Dans des conditions acides, leur groupe hydroxyle peut être protoné et ensuite éliminé sous forme d'eau, ce qui permet de former un cation benzyle bien stabilisé par mésoérie. En présence d'anions nucléophiles, ceux-ci vont saturer la position benzylique. Ceci est par exemple exploité dans la réaction de Blanc. En présence d'acide chlorhydrique, la fonction hydroxyle d'un alcool benzylique est d'abord éliminée. Un ion chlorure de l'acide chlorhydrique se fixe ensuite sur le cation formé et il se forme un dérivé du chlorure de benzyle.
Le cation méthylol se forme à partir du formaldéhyde en présence d'un acide, par exemple l'acide chlorhydrique. Les cation méthylol est également un intermédiaire lors de la production de novolaques (en).
Le groupe hydroxyméthyle ne doit pas être confondu avec le groupe hydroxyéthyle.